# Lisa Nordén
Lisa Nordén (Kristianstad, 24 novembre 1984) è una triatleta svedese.
È stata campionessa del mondo di triathlon nel 2012 e campionessa del mondo di triathlon sprint nel 2013.

## Carriera
Nel 2003 si è classificata 14ª agli europei di Karlovy Vary nella categoria junior. Stessa categoria e stesso anno, ha concluso al 10º posto i mondiali di Queenstown.
Il primo risultato di rilievo a livello internazionale lo ottiene con la vittoria ai Campionati del mondo di Amburgo nel 2007, categoria under 23.
Nel 2008 vince la gara di coppa del mondo di Huatulco e arriva due volte a podio (2° a New Plymouth e 3° a Mooloolaba). Vince la sua prima medaglia, un bronzo, ai campionati europei di Lisbona nel 2008, alle spalle della portoghese Vanessa Fernandes e dell'italiana Nadia Cortassa.
Nel 2009 vince la gara della serie dei campionati del mondo di Yokohama e arriva 2º assoluta a quella di Londra e alla Gran Finale di Gold Coast. Tali risultati le hanno consentito di salire al 2º posto assoluto, medaglia d'argento, ai campionati del mondo del 2009. L'oro è andato all'australiana Emma Moffatt, mentre il bronzo alla neozelandese Andrea Hewitt.
Nel 2010 ha vinto la gara della serie dei campionati del mondo di Amburgo, è arrivata 2ª in quella di Kitzbühel.
Vince di nuovo la medaglia di bronzo agli europei che si sono svolti ad Athlone, stavolta alle spalle della svizzera Nicola Spirig e alla francese Carole Péon.
Il 21 agosto 2010 si è laureata campionessa del mondo su distanza sprint alla prima rassegna iridata sulla distanza, che si è svolta a Losanna, davanti all'australiana Emma Moffatt e alla svizzera Daniela Ryf.

### Le Olimpiadi
Pechino 2008: Ai giochi olimpici di Pechino esce dall'acqua nel secondo gruppo. Non riesce a recuperare le triatlete di testa nella frazione in bici. Con la corsa finale ottiene un 18º posto assoluto finale.

## Titoli Triathlon
- Campionessa del mondo di triathlon (Under 23) - 2007
- Campionessa del mondo di triathlon sprint - 2010

## Voci correlate

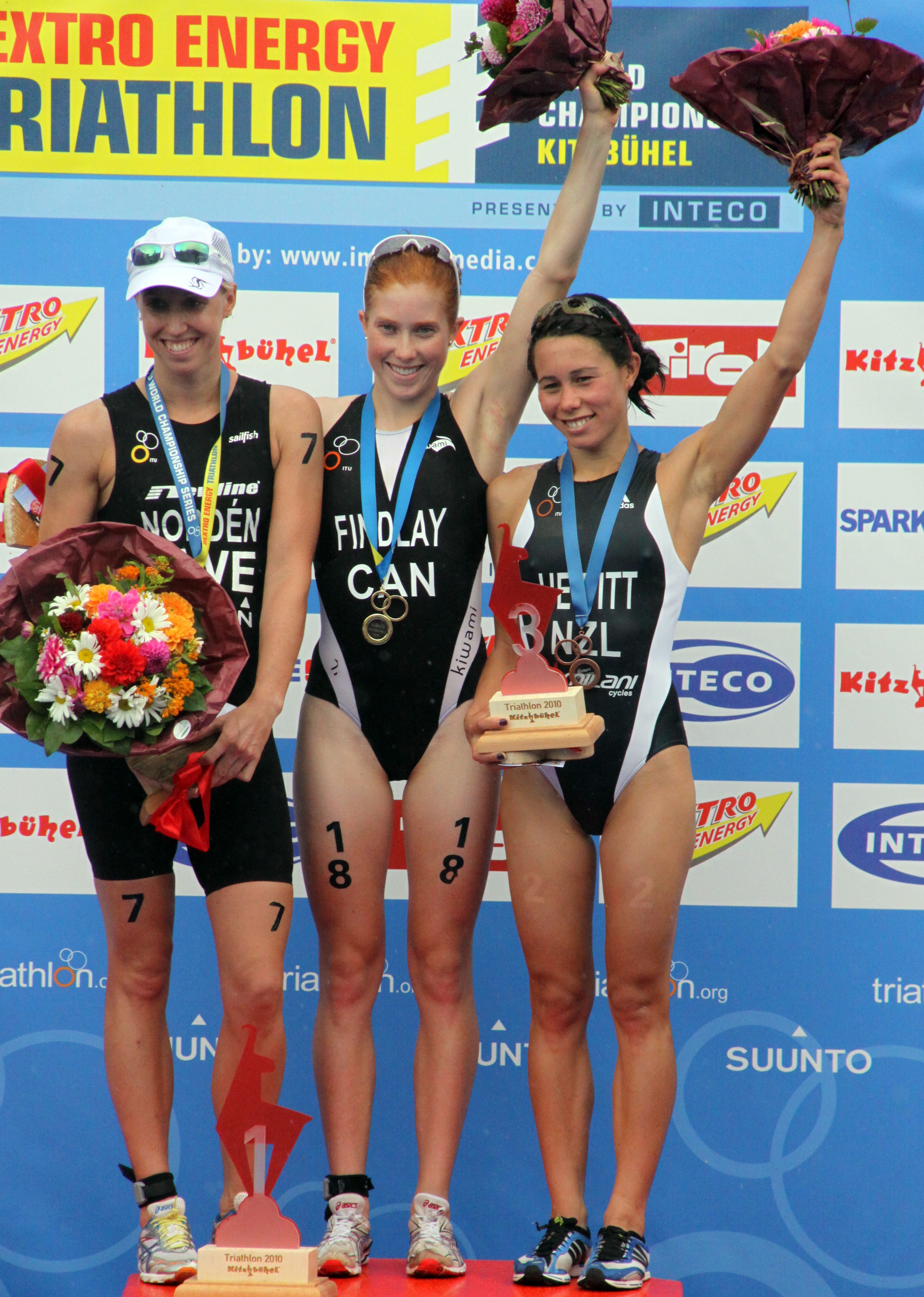
Nordén argento a Kitzbühel

## Palmarès Ciclismo
- 2017 (una vittoria)

Campionati svedesi, Prova a cronometro
- 2018 (una vittoria)

Campionati svedesi, Prova a cronometro
- 2019 (due vittorie)

Campionati svedesi, Prova a cronometro
Campionati svedesi, Prova in linea
- 2020 (una vittoria)

Campionati svedesi, Prova a cronometro
- 2024 (una vittoria)

Campionati svedesi, Prova a cronometro

## Piazzamenti Ciclismo

### Competizioni mondiali
- Campionati del mondo

Yorkshire 2019 - Cronometro Elite: 14ª
Yorkshire 2019 - In linea Elite: 57ª
Imola 2020 - Cronometro Elite: 24ª
Imola 2020 - In linea Elite: ritirata

### Competizioni europee
- Campionati europei

Herning 2017 - Cronometro Elite: 16ª
Plouay 2020 - Cronometro Elite: 14ª